# KV Mechelen
Yellow Red Koninklijke Voetbalclub Mechelen je belgijski nogometni klub iz Mechelena. Natječe se u Belgijskoj Pro League, u prvom razredu belgijskog nogometa. Klub je osvojio četiri titule prvaka Belgije i dva belgijska kupa, kao i KPK 1987./88. i UEFA Superkup 1988. godine. Većinu svojih trofeja su osvojili u 1940-im i 1980-im. 
Igraju u dresovima sa žuto-crvenim rigama, crnim hlačicama i štucnama. Domaće utakmice igraju na igralištu AFAS-stadion Achter de Kazerne, u čijem imenu AFAS označava ime sponzora, a izraz Achter de Kazerne znači Iza baraka. Stadion je ime dobio po tome jer su tu nekad stajale vojne barake. Glavni rival im je gradski suparnik KRC Mechelen.

## Klupski uspjesi

### Domaći uspjesi
Belgijska Prva divizija A
- Prvaci (4): 1942./43., 1945./46., 1947./48., 1988./89.

Belgijski nogometni kup
- Prvaci (2): 1986./87., 2018./19.

### Europski uspjesi
Kup pobjednika kupova:
- Prvaci (1): 1987./88.

UEFA Superkup:
- Prvaci (1): 1988.

## Vanjske poveznice
- Službene stranice